# Capolona
Capolona település Olaszországban, Toszkána régióban, Arezzo megyében. Lakosainak száma 5209 fő (2023. január 1.). Capolona Castel Focognano, Castiglion Fibocchi, Subbiano, Talla és Arezzo községekkel határos.

## Népesség
A település népességének változása:
| Lakosok száma | 5439 | 5446 | 5209 |
|               | 2017 | 2018 | 2023 |